# Говорни поремећај
Говорни поремећај је потпуни или делимични губитак говора или извесне неправилности и недостаци у говору који ометају и отежавају нормалну комуникацију. Најчешће су: афазија, афониа, алалија, дислалија, ринолалија, муцање, брадилалија и сл. Ови поремећаји захтевају дужи логопедски третман.